# Cynisca oligopholis
Cynisca oligopholis är en ödleart som beskrevs av  George Albert Boulenger 1906. Cynisca oligopholis ingår i släktet Cynisca och familjen Amphisbaenidae. Inga underarter finns listade i Catalogue of Life.